# Чельва
Чельва, Челва (ісп. Chelva (офіційна назва), валенс. Xelva) — муніципалітет в Іспанії, у складі автономної спільноти Валенсія, у провінції Валенсія. Населення — 1734 особи (2010).

## Географія
Муніципалітет розташований на відстані близько 240 км на схід від Мадрида, 60 км на північний захід від Валенсії.
На території муніципалітету розташовані такі населені пункти: (дані про населення за 2010 рік)
- Аїльяс: 7 осіб
- Чельва: 1712 осіб
- Вільяр-де-Техас: 15 осіб

## Демографія
Динаміка населення (INE ):

## Галерея зображень

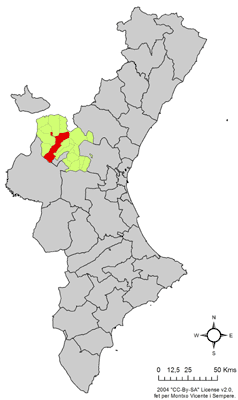
Розташування муніципалітету Чельва у автономній спільноті Валенсія
Розташування муніципалітету Чельва у комарці Лос-Серранос
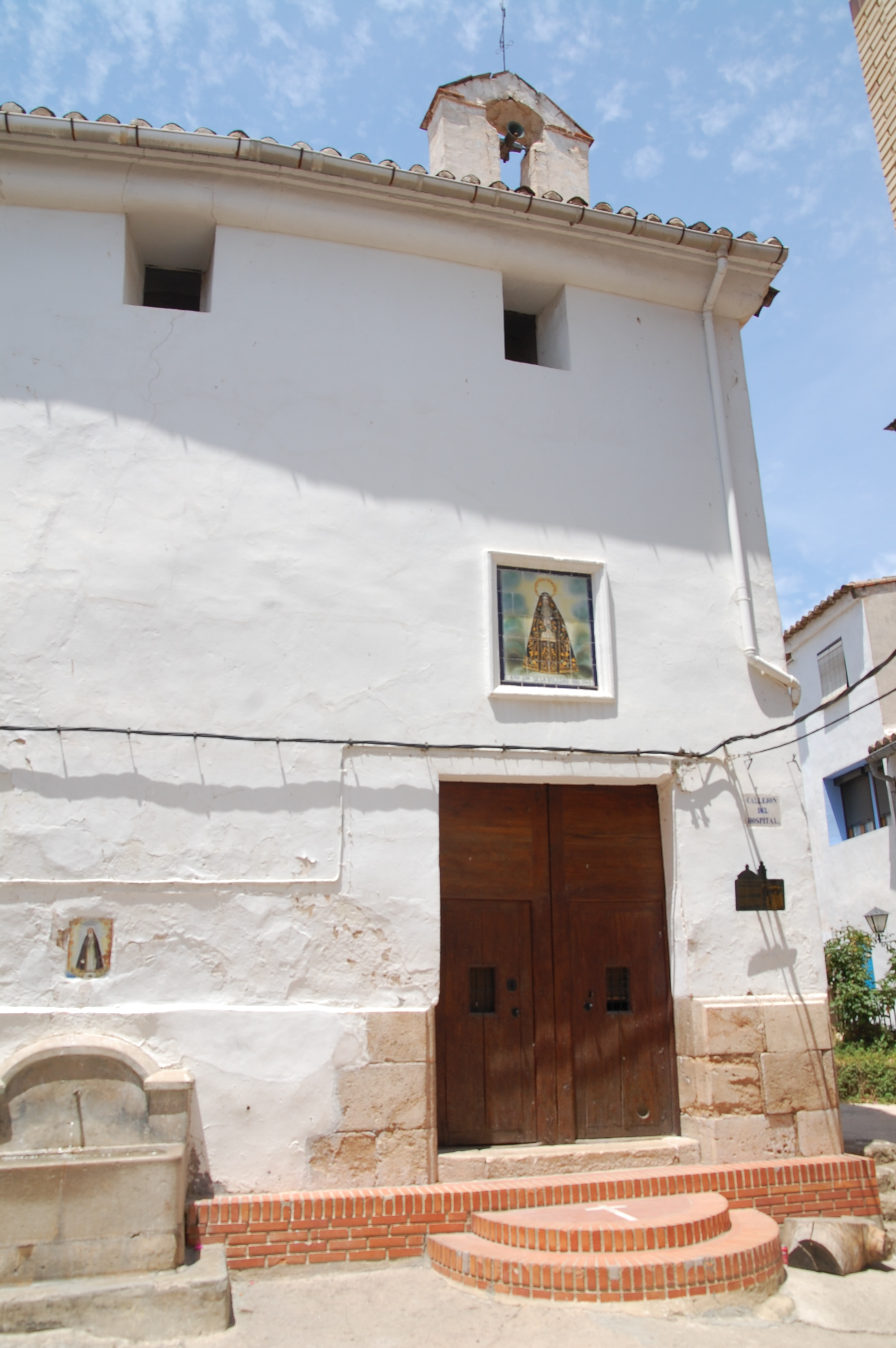
Каплиця Нуестра-Сеньйора-де-ла-Соледад